# استان ظفار
استان ظُفار (به عربی:  محافظة ظُفار ) یکی از استان‌های عمان است. ظفار بزرگ‌ترین استان عمان به لحاظ مساحت است. این استان که در جنوب عمان واقع است با استان مهره یمن و استان شرقی عربستان سعودی همسایه است. مرکز و بزرگ‌ترین شهر استان ظفار، بندر صلاله است. مردم این استان به گویش ظفاری زبان عربی تکلم می‌کنند.

## تاریخچه

### در دوران قدیم
در سفرنامه ابن بطوطه مراکشی چنین آمده است:
"از کلوا که یکی از بندرهای زنگیان است با کشتی بادی حرکت نموده و به عزیمت ظفار که آخرین بلاد یمن و بر ساحل دریای هند واقع شده رهسپار شدیم.
از آنجا اسبان تازی به هندوستان حمل می‌شود و با مساعدت باد در یک ماه گذراندن روی دریا به هند می‌رسند.
خود از شهر کالیکوت که از بندرهای هند است بیست و هشت روز به ظفار آمده است ولیکن باد مراد را هرشب داشته است و روزها باد مساعدت نبوده.
ظفار را «ظفار المحوص» نیز می‌نامند.
از آنجا به عدن از راه صحراء و بر [خشکی] مسافت یک ماه خواهد بود؛ و از آنجا به حضرموت شانزده روزه و به عمان بیست روزه روند.
شهر ظفار در صحراء فرداً واقع شده و بازار در خارج از شهر در حومه معروف به «خرجاء» بنا کرده‌اند و کثیف‌ترین بازارهائی است که در منطقه دیده می‌شود.
به‌علت وفور دادوستد ماهی و خرما، ماهیان معروف به سردین در آنجا زیاد است و آن ماهیها بسیار روغنی هستند به دام‌های خود در عوض علوفه می‌دهند.
در نقطه دیگر بدینگونه دیده نشده است.
بیشتر فروشندگان غلامان سیاه هستند وآنها لباس سیاه پوشیده‌اند.
بیشتر زراعت ساکنان آنجا ذرت است، آب از چاهای عمیق به‌واسطه (چاه چرخ گاوی) که در آنجا آن را «الیازِرَه» گویند می‌کشند، و از آب این چاه‌ها به زراعت خود دهند، دلوهای بسیار بزرگ سازند و بندهای زیاد بدان بندند و به هریک بند و دلو یک نفر غلام مسئول این دلو است که آن را در حوضچه «استخر» تخلیه کند و زراعت خود را آبیاری کنند، یک نوع گندم دارند که آن را (العلس) گویند.
شغل غالب سکنه آنجا از دادوستد ماهی و کشاورزی است.

## ظفار امروز
امروزه استان ظفار یکی از زیباترین استان‌های سلطنت عمان است، و در حوزه بازاریابی و گردشگری و معرفی خود به عنوان مهم‌ترین جاذبه گردشگری کشورهای شبه جزیره عربستان موفق بوده است.
به‌ویژه در ماه‌های ۷ و ۸ میلادی که سالیانه جشنواره ظفار و صلاله که به جشنواره پائیزی صلاله (مهرجان خریف صلاله) معروف است، در این شهر ساحلی برگزار می‌شود، شهر صلاله پایتخت استان ظفار مرکز فعالیت‌های اجتماعی، سیاسی، فرهنگی، اقتصادی و گردشگری عمان به‌شمار می‌آید.
ظفار در دوران گذشته خود حکومت جداگانه‌ای داشته است، ولی تحت سیطره امراء یمن بوده‌اند.
در سال ۱۸۲۹ میلادی سلطان سعید، سلطان مسقط و عمان کوشش کرد که ظفار را در تحت نفوذ خود قرار دهد، ولی موفق نشد؛ و لیکن در سال ۱۸۷۹ میلادی ظفار به مسقط ملحق شد.
در ظفار چهارمین جنگ عمانی‌ها برپا شد این جنگ از سال ۱۹۶۵ میلادی شروع و در سال ۱۹۷۵ میلادی پایان یافت.

## جغرافیا
ظفار در جنوب عمان واقع شده و یکی از ورودی‌های اصلی مسقط است.
مساحت استان ظُفار ۹۹٬۳۰۰ کیلومتر مربع و جمعیت آن بنا بر سرشماری سال ۲۰۰۳ برابر با ۲۱۵٬۹۶۰ نفر است.
پایتخت ظفار شهر صلاله است که در کنار دریا واقع شده است.
جزیره حلانیات (جزیره کوریا موریا) در نزدیکی ساحل صَلاله و در جنوب شرقی صلاله واقع شده است. ظُفار از سوی شرق با صحرای «جده حراسیس» عمان هم‌مرز است.
ظفار در تاریخ منبع اصلی و صادرکننده بزرگ کُندُر (نوعی بخور) به جهان بود ولی امروزه کشور سومالی این نقش را به عهده گرفته.
دربارهٔ محدوده ظفار در کتاب: « «تحفةالنظار فی غرائب‌الامصار و عجائب‌الاسفار» ابن بطوطه مراکشی آمده است: در مغرب ناحیه عمان و مسقط کوه‌های بلندی واقع هستند در امتداد شمال به جنوب و آن ناحیه به وسیله آن کوهستان از صحرای بزرگ عربستان، ربع الخالی و امارات دیگر در شبه جزیره عربستان جدا شود و در دامنه آن کوهستان وادی‌ها باشند شایسته زراعت. سکنه آن از مردمان گوناگون و در تحت امارات مسقط هستند و از طریق تنگه‌های چندی کرانه‌های عمان راه پیدا می‌کنند.
ظفار در ۱۱۰۰ کیلومتری جنوب غربی پایتخت عمان مسقط واقع شده است؛ و از طرف شمال به عربستان سعودی، از طرف جنوب به دریای عرب و اقیانوس هند، و از طرف غرب به کشور یمن و از سمت شرق به صحرای «جدةالحراسیس» عمان محدود می‌گردد.

## آب و هوا
در فصل پائیز باران موسمی می‌بارد و درجه گرما در این وقت از سال کمتر از ۱۴ درجه سانتیگراد است، درحالی‌که در تمام مناطق شبه جزیره عربستان و کشورهای حوزه خلیج فارس درجه گرما به ۴۰ تا ۴۵ درجه سانتیگراد می‌رسد.
شهر صلاله مرکز استان ظفار شهری است بندری که از دو منطقه خشک کوهستانی در شمال، و جنگلی و ساحلی در جنوب تشکیل گردیده است. صحرای پهناور «جدةالحراسیس»، ظفار را از لحاظ جغرافیائی از دیگر نقاط کشور جدا ساخته است.
جاذبه‌های طبیعی متعددی در ظفار وجود دارد مانند: کوه‌های سرسبز، غارها، و چشمه‌های شیرین و دره‌های پردرخت و جنگلهای انبوه و درختان تنومند و صحراها و تلماسه شنی تا حدود ربع الخالی، و نوار ساحلی و درختان بلند نارگیل و موز و القافای و قصب شکر.

## مشهورترین کوه‌ها
یکی از مشهوترین کوه‌های سلطنت عمان «جبل اخضر» است.
ارتفاع جبل اخضر از سطح دریا: ۹ هزار و ۹۰۰ قدم است.
در این کوه میوه‌های سردسیر و چشمه‌های گوناگونی در جریان است، دره‌های پر فراز و نشیبی در این کوه به وجود آمده است در قسمت بالای کوه منظره از آبشارها و چشمه‌های گوناگونی پدیدآورده است.
رودخانه آب شیرین که از جوی‌های جبل اخضر سرچشمه می‌گیرد.
بیشتر ساکنان منطقه جبل احضر از قبیله «بنی‌ریام» هستند. در شمال عمان امارات متحده عربی و قطر، و در جنوب عمان سرزمین‌های حضرموت و مَهره و در مغرب آن ربع‌الخالی و در مشرق آن دریا واقع شده است.

## تقسیمات کشوری
در تقسیمات کشوری سلطنت عمان استان ظفار شامل نه شهرستان (در عربی عمان: ولایات) است:
- شهرستان ثمریت
- شهرستان رخیوت
- شهرستان سدح
- شهرستان شلیم وجزر الحلانیات
- شهرستان صلاله
- شهرستان ضلکوت
- شهرستان طاقه
- شهرستان مرباط
- شهرستان مقشن

## روستاها
| - روستای آنطور. - روستای مرمول. - روستای دوکه. - روستای رأس الرویس. | - روستای وادی عرا. - روستای مزرق. - روستای وادی قبیت. |  |

## جشنواره پائیزی صلاله
در این روزها استان ظفار (أرض اللُّبان) خود را برای استقبال جشنواره پائیزی آماده می‌کند، این جشنواره هرساله از ۲۱ ژوئن آغاز می‌شود و تا نهایت ماه دسامبر ادامه می‌یابد.
استان ظفار مخصوصاً شهر صلاله در این دوره گردشگران زیادی را از تمام استان‌های عمان و همچنین کشورهای حوزه خلیج فارس و غیره به خود جذب می‌کند.
«خریف صلاله» (خزان صلاله) مفهومی است که نزد گردشگران، باران موسمی و سرسبزی و آب روان را تداعی می‌کند.

## آثار باستانی
استان ظفار دارای آثار باستانی و تاریخی برجسته‌ای است که عبارت‌اند از: قبر النبی ایوب و قبر النبی صالح و قبر عمران، و آرامگاه‌های مشاهیر که به دوره قبل از اسلام بر می‌گردد در این منطقه وجود دارد.
همچنین یک منطقه تاریخی در این استان وجود دارد که به نام سمهرم مشهور است، تاریخ بناه این شهر تاریخی به هزاره سوم قبل از میلاد بر می‌گردد.
شهر زیبا و تاریخی مدینة البلید در جنوب شهر صلاله واقع شده است، این شهر در قرن چهارم هجری قمری بنیادگذاری شده است. این شهر در سده دهم میلادی مرکز تجارت منطقه بوده است، همچنین منطقه قدیمی مریاط و شصر در نجد و منطقه مضی از مراکز مهم جمع‌آوری «اللُّبان» بوده‌اند در آن دوران.
قلعه طاقه و حصن مرباط و غار طوی اعتیر و آبشارهای دربات و چشمه‌های جرزیر و رزات و حمران و صحنوت و شاطی المغسیل از جاذبه‌های مهم گردشگری این استان هستند.